# Чон У Сок
У цьому корейському імені прізвище (Чон) стоїть перед особовим ім'ям.
Чон У Сок (кор. 정우석, 鄭禹奭, нар. 31 січня 1998, Кванджу, Південна Корея), також відомий під мононімом Усок (кор. 우석), — південнокорейський репер, співак, автор пісень, модель і композитор. Він дебютував як учасник південнокорейського чоловічого гурту Pentagon у жовтні 2016 року, а також створив дует з Лай Куан Ліном Wooseok x Kuanlin у березні 2019 року під керівництвом Cube Entertainment.

## Ранні роки
Чон У Сок народився в Кванджу, Південна Корея, 31 січня 1998 року. У 2017 році він закінчив Школу сценічних мистецтв у Сеулі. У дитинстві він грав на скрипці та фортепіано, регулярно брав участь у конкурсах і отримував нагороди.

## Кар'єра

### 2016—2018: дебют із Pentagon
Усок брав участь у шоу на виживання Mnet Pentagon Maker. Він офіційно дебютував у Pentagon 10 жовтня 2016 року з піснею «Gorilla» з мініальбому Pentagon.
У 2017 році Вусок став співавтором хіта 2 сезону Produce 101 «Never» і дебютного титульного треку Wanna One «Energetic» разом з лідером Pentagon Хуі. Пізніше у вересні Усок знявся камео з іншими членами Pentagon в ролі ідол-гурту Asgard у другому сезоні драмі «Привіт, мої двадцяті!». У листопаді він з'явився у кліпі на дебютну пісню колеги по лейблу Чон Со Йон «Jelly».
24 березня 2018 року Усок дебютував як модель під час 2018 F/W Hera Seoul Fashion Week для дизайнерського бренду R.Shemiste. 19 червня він був представлений у пісні «Ain't No Time» Кім Дон Хана з дебютного мініальбому Кіма D-Day.

### 2019-дотепер: Wooseok x Kuanlin та сольна діяльність
22 лютого 2019 року Cube Entertainment оголосили, що Усок дебютує в новому проекті разом із колегою по лейблу та колишнім учасником Wanna One Лай Куан Ліном. Дует Wooseok x Kuanlin дебютував 11 березня 2019 року з титульним треком «I'm A Star» і мініальбомом 9801. Мініальбом містить дві сольні пісні «Always Difficult Always Beautiful» і «Domino», обидві з яких були написані та спродюсовані Усоком.
У 2020 році Вусок брав участь у новому вар'єте-шоу tvN «Декодування мяу» разом із Ю Сон Хо, прем'єра якого відбулася 5 січня. 14 січня Усок був представлений у пісні Чон Йон Юна «Fine Day», і він взяв участь у написанні тексту пісні. У жовтні Усок був підтверджений як учасник реп-шоу Show Me The Money 9. Він отримав один проход і три невдачі від продюсерів, і згодом був виключений з шоу.
20 січня 2021 року було підтверджено, що Усок дебютує у головній ролі у веб-драмі Dingo Music Fling at Convenience Store. У лютому він зіграв головну роль у веб-драмі Nickname Pine Leaf для YouTube-каналу SBS yogurD, де він грає дві різні версії самого себе: поліцейського Чон Сок У та Усока з Пентагону. У липні його взяли на головну роль у його другій веб-драмі Dingo Music Those Who Want to Catch.

## Дискографія
| Назва                                                                            | Рік                    | Пікові позиції         | Альбом                          |                        |                        |
| Назва                                                                            | Рік                    | KOR                    | Альбом                          |                        |                        |
| Як головний виконавець                                                           | Як головний виконавець | Як головний виконавець | Як головний виконавець          | Як головний виконавець | Як головний виконавець |
| -------------------------------------------------------------------------------- | ---------------------- | ---------------------- | ------------------------------- | ---------------------- | ---------------------- |
| «Navy Blue»                                                                      | 2024                   | —                      | Empty Paper                     |                        |                        |
| Як запрошений виконавець                                                         |                        |                        |                                 |                        |                        |
| «Ain't No Time» (Кім Дон Хан з Усок)                                             | 2018                   | —                      | D-Day                           |                        |                        |
| «Fine Day» (MosPick, Jeong Young-eun feat. Wooseok)                              | 2020                   | —                      | Сингли поза альбомом            |                        |                        |
| «Autodeadma» (Maymay Entrata feat. Wooseok)                                      | 2023                   | —                      | Сингли поза альбомом            |                        |                        |
| Колаборації                                                                      |                        |                        |                                 |                        |                        |
| «This Stop Is» (з Хуі та YooA)                                                   | 2018                   | —                      | Gag-Singer Producer — Streaming |                        |                        |
| «We Are I» (with Soyeon)                                                         | 2023                   | —                      | Цифровий сингл                  |                        |                        |
| «You» (with Taka Perry)                                                          | 2024                   | —                      | Цифровий сингл                  |                        |                        |
| Саундтреки                                                                       |                        |                        |                                 |                        |                        |
| «How Can I Do» (з Джінхо та Хуі)                                                 | 2019                   | —                      | Welcome to Waikiki 2 Part 4 OST |                        |                        |
| «—» релізи, що не потрапили у чарти або не були випущені у відповідних регіонах. |                        |                        |                                 |                        |                        |

## Фільмографія

### Телесеріали
| Рік  | Назва                 | Роль           | Мережа | Нотатки | Прим. |
| ---- | --------------------- | -------------- | ------ | ------- | ----- |
| 2017 | Hello, My Twenties! 2 | Тор / Пак Усок | JTBC   | Cameo   | [ 7 ] |

### Веб-серіали
| Рік  | Назва                      | Мережа      | Роль             | Нотатки      | Прим.         |
| ---- | -------------------------- | ----------- | ---------------- | ------------ | ------------- |
| 2021 | Fling at Convenience Store | Dingo Music | Чон Усок         | Головна роль | [ 20 ]        |
| 2021 | Nickname Pine Leaf         | yogurD      | Чон Сок У / Усок | Головна роль | [ 21 ] [ 24 ] |
| 2021 | Those Who Want to Catch    | Dingo Music | Чон Усок         | Головна роль | [ 25 ]        |

### Різні шоу
| Назва | Назва               | Мережа              | Нотатки                                                                          | Прим.  |
| ----- | ------------------- | ------------------- | -------------------------------------------------------------------------------- | ------ |
| 2016  | Pentagon Maker      | Mnet                | Учасник шоу                                                                      | [ 3 ]  |
| 2020  | Decoding Meow       | tvN                 |                                                                                  | [ 16 ] |
| 2020  | Show Me the Money 9 | Mnet                | Учасник шоу                                                                      | [ 18 ] |
| 2021  | We Cycle            | A&E Korea's History | Ведучий разом з Ю Се Юном, Джеймсом Хупером, Сон Юнхьоном з IKON Чонуном з AB6IX | [ 26 ] |